# Машков, Виталий Владимирович
Вита́лий Влади́мирович Машко́в (25 мая 1944, г. Боровичи, Ленинградская область, РСФСР, СССР ― 27 марта 2001, Екатеринбург, Российская Федерация) ― первый Уполномоченный по правам человека Свердловской области (1997―2001), Народный депутат РСФСР (1990―1993).

## Биография
Родился 25 мая 1944 года в городе Боровичи Ленинградской области (ныне — Новгородская область).
В 1966 году окончил Московский инженерно-физический институт и Уральский политехнический институт. Машков более 30 лет работал на разных должностях в атомной промышленности СССР и России. Имел степень кандидата технических наук.
В 1990 году был избран Народным депутатом РСФСР от движения «Демократическая Россия». С 1991 по 1997 год являлся полномочным представителем Президента России Бориса Ельцина в Свердловской области.
4 ноября 1997 года Палатой Представителей Законодательного Собрания Свердловской области Виталий Машков был избран на должность Уполномоченного по правам человека Свердловской области, став первым человеком, назначенного на этот пост.
На этой работе проделал серьёзную работу по построению института Уполномоченного по правам человека в области, внедрил его в практику отечественных государственных правовых структур. Машков подготовил несколько специальных докладов, например, о состоянии дел в системе уголовного правосудия и исполнения наказания, о проблемах детской безнадзорности и беспризорности, о соблюдении прав вынужденных переселенцев и тд.
15 февраля 2001 года, в связи с серьезной болезнью, Машков вынужден был уйти с должности Уполномоченного по правам человека.
Умер 27 марта 2001 года в Екатеринбурге, похоронен на Широкореченском кладбище.